# Gino Lavagetto
Luigi Lavagetto, detto Gino (Genova, 13 luglio 1938), è un attore e sceneggiatore italiano.

## Biografia
Nel biennio 1957-1959, come attore di teatro, ha fatto parte della compagnia de La Borsa di Arlecchino di Genova. Negli anni settanta, ottanta e novanta è stato molto attivo in radio. In televisione è stato interprete negli anni settanta, nei panni di Leonello Astolfi, capo della sezione furti, della serie televisiva Qui squadra mobile. Del 1980 sono le interpretazioni, sempre per la televisione, di Quaderno proibito e Pronto emergenza. Per il cinema è stato attore in diverse pellicole e ha anche curato la sceneggiatura di Quelli belli... siamo noi (1970). Dagli anni duemila si è dedicato completamente alla televisione.

## Vita privata
Dalla ex moglie, l'attrice e cantante Miranda Martino, ha avuto il figlio Fiodor Martino Lavagetto. Dopo il divorzio si è legato a Laura Efrikian, poi a Livia Giampalmo.

## Filmografia

### Cinema

Gino Lavagetto in Arriva Durango... paga o muori (1971)

- I terribili 7, regia di Raffaello Matarazzo (1963)
- I sette fratelli Cervi, regia di Gianni Puccini (1968)
- Dillinger è morto, regia di Marco Ferreri (1968)
- Una ragazza piuttosto complicata, regia di Damiano Damiani (1968)
- Il prof. dott. Guido Tersilli primario della clinica Villa Celeste convenzionata con le mutue, regia di Luciano Salce (1969)
- Wanted Sabata, regia di Roberto Mauri (1970)
- Un amore oggi, regia di Edoardo Mulargia (1970)
- La pacifista, regia di Miklós Jancsó (1971)
- Arriva Durango... paga o muori, regia di Roberto Bianchi Montero (1971)
- Damnation - La stirpe di Caino, regia di Lamberto Benvenuti (1971)
- Quel giorno il mondo tremerà, regia di Alain Jessua (1977)
- Overdose, regia di Amasi Damiani (1990)
- Una casa sotto il cielo, regia di Roberto Locci (1993)

### Televisione
- La conversione del capitano Brassbound di George Bernard Shaw, regia di Mario Ferrero (1962)
- Ritorna il tenente Sheridan – serie TV, episodio 1x02 (1963)
- Giuseppe Verdi, regia di Mario Ferrero – miniserie TV, terza puntata (1964)
- L'arpa d'erba, regia di Flaminio Bollini (1964)
- Ultima Bohème, regia di Silverio Blasi – miniserie TV, seconda puntata (1964)
- I grandi camaleonti, regia di Edmo Fenoglio – miniserie TV, terza puntata (1964)
- La piccola cioccolataia, regia di Gianfranco Bettetini (1965)
- Le inchieste del commissario Maigret – serie TV episodio Una vita in gioco (1965)
- Sheridan, squadra omicidi – serie TV, episodio 1x04 (1967)
- Liliom, regia di Eros Macchi (1968)
- Oliver Cromwell: ritratto di un dittatore, regia di Vittorio Cottafavi (1969)
- Giallo di sera, regia di Guglielmo Morandi, episodio Un affare editoriale (1971)
- Le inchieste del commissario Maigret – serie TV, episodio Il ladro solitario (1972)
- Attacco alla coscienza di Mario Bagnara, regia di Eugenio Plozza (TV svizzera, 1973)
- Un attimo, meno ancora, regia di Dino B. Partesano – originale televisivo (1973)
- La locandiera di Sampierdarena, regia di Marco Parodi (1973)
- Tre camerati, regia di Lyda C. Ripandelli – miniserie TV (1973)
- Qui squadra mobile – serie TV (1973-1976)
- Roma rivuole Cesare, regia di Miklós Jancsó – film TV (1974)
- Il guardiano, regia di Sergio Genni (TV svizzera, 1974)
- Un bail pour l'éternité, regia di Yves-André Hubert – film TV (1976)
- Supermarina. Commissione d'inchiesta speciale SMG 507, regia di Marcello Baldi – miniserie TV (1977)
- Il terzo invitato, regia di Vittorio Barino – miniserie TV (1977)
- È stato così, regia di Tomaso Sherman – film TV (1977)
- Castigo, regia di Anton Giulio Majano – miniserie TV (1977)
- Ligabue, regia di Salvatore Nocita – miniserie TV (1977)
- Diario di un giudice, regia di Marcello Baldi – miniserie TV (1978)
- Sam & Sally – serie TV, episodio 1x01 (1978)
- Il signore di Ballantrae, regia di Anton Giulio Majano – miniserie TV (1979)
- Pronto Emergenza – serie TV (1980)
- Quaderno proibito, regia di Marco Leto – miniserie TV, terza puntata (1980)
- L'enigma Borden, regia di Gian Pietro Calasso – miniserie TV (1982)
- Aeroporto internazionale – serie TV, episodio 1x02 (1985)
- Il cielo tra le mani, regia di Sergio Martino – film TV (2000)
- Incantesimo – soap opera (2000-2002)
- Le ali della vita 2, regia di Stefano Reali – miniserie TV (2001)
- L'uomo sbagliato, regia di Alessandro Jacchia – miniserie TV (2005)
- Don Matteo – serie TV, episodio 5x03 (2006)

## Radio
- Ulisse sotto inchiesta di Ghigo De Chiara, regia di Giandomenico Giagni, trasmessa il 27 giugno 1971.
- Rappresentazione di Fulvio Longobardi, regia di Massimo Scaglione, 15 novembre 1971.
- Via Kafka numero 4 di Andreas Okopenko, regia di Piero Panza, 17 giugno 1972.
- Le parole sulla sabbia di Carlo Sgorlon, regia di Massimo Scaglione, 2 agosto 1972.
- L'imputato di Don Haworth, regia di Marco Lami, 14 agosto 1972.
- Ben Hur di Lew Wallace, regia di Anton Giulio Majano, 15 puntate, dall'11 al 29 dicembre 1972.
- Tristano e Isotta di Adolfo Moriconi, regia di Giandomenico Giagni, 20 puntate, dall'8 ottobre al 2 novembre 1973.
- Nel mondo delle Mille e una notte di Giorgio Brunacci e Teresa Cremisi, regia di Anton Giulio Majano, 15 puntate, dal 27 dicembre 1976 al 14 gennaio 1977.
- Una stagione nel Congo di Aimé Césaire, regia di Pietro Formentini, 20 novembre 1977.
- I misteri di Bologna, adattamento di Lucia Bruni, regia di Vittorio Melloni, 20 puntate, dal 3 al 25 maggio 1979.
- Beatrice del Congo di Bernard Binlin Dadié, regia di Vittorio Melloni, 2 luglio 1979.
- L'Atlantide di Pierre Benoît, regia di Marcello Aste, 18 puntate, dal 25 febbraio al 15 marzo 1980.
- Sul letto del fiume in secca di Muriel Spark, regia di Vittorio Melloni, 28 maggio 1980.
- Scampolo di Dario Niccodemi, regia di Giancarlo Sammartano, 15 dicembre 1980.
- Le signore del giovedì di Loleh Bellon, regia di Lorenza Codignola, 9 novembre 1981.
- La scarpina di raso di Paul Claudel, regia di Sandro Sequi, 24-25-26 dicembre 1981.
- La sera della vigilia di San Giovanni Battista di Nikolaj Gogol', regia di Lorenza Codignola, 27 marzo 1982.
- Cala normanna di Angela Bianchini e Carlo Di Stefano, regia di Carlo Di Stefano, 40 puntate, dal 26 settembre al 18 novembre 1983.
- Matilde di Carlotta Wittig, regia di Guido Maria Compagnoni, 183 puntate, dal 9 gennaio al 20 dicembre 1985.
- Tavole separate di Terence Rattigan, regia di Vittorio Melloni, 25 maggio 1985.
- Grado zero di Siro Angeli, regia di Gilberto Visintin, 20 dicembre 1986.
- Villa dei Melograni. Piccoli padroni di Ivano Balduini, regia di Francesco Anzalone, 65 puntate, dal 30 marzo al 30 giugno 1987.
- Il sergente di Filomena Rorro, regia di Dario Piana, 11 aprile 1989.
- Il tempo è finito di Corrado Guerzoni, regia di Dario Piana, 30 giugno 1989.
- La famiglia Birillo di Silvia Longo, Gabriella Mangia e Magda Monti, regia di Francesco Anzalone, 65 puntate, dal 18 settembre al 18 dicembre 1989.
- Un muro di parole di Dario Piana e Bianca Maria Vaglio, regia di Dario Piana, 64 puntate, dal 10 aprile al 9 luglio 1990.
- Il tassista di Maria Rosaria Grifone, regia di Dario Piana, 26 luglio 1990.
- Martina e l'angelo custode di Carlotta Wittig, regia di Guido Maria Compagnoni, 50 puntate, dal 31 dicembre 1990 al 18 marzo 1991.
- Il segreto di Virginia di Cristina Norante, regia di Dario Piana, 24 dicembre 1992.
- L'eredità Menarini di Guido Maria Compagnoni e Tomaso Sherman, regia di Guido Maria Compagnoni, 40 puntate, dal 27 settembre al 19 novembre 1993.
- La principessa Olga di Silvia Longo, Gabriella Mangia e Magda Monti, regia di Mauro De Cillis, 48 puntate, dal 31 marzo al 6 giugno 1994.
- Il padiglione orientale, testo e regia di Franca Alessio, 30 puntate, dal 31 gennaio al 14 marzo 1995.

## Teatro
- L'ultimo venuto di Dario G. Martini, regia di Aldo Trabucco (1957)
- L'inutile Cristoforo di Piero Lorenzoni, regia di Aldo Trionfo e Giannino Galloni (1958)
- I Boulingrin di Georges Courteline, regia di Aldo Trionfo e Giannino Galloni (1958)
- Amore e pianoforte di Georges Feydeau, regia di Aldo Trionfo (1958)
- La cantatrice calva di Eugène Ionesco, regia di Aldo Trionfo (1958)
- Solo loro lo sanno di Jean Tardieu, regia di Aldo Trionfo (1958)
- Jacques ovvero la sottomissione di Eugène Ionesco, regia di Aldo Trionfo (1958)
- Il linguaggio delle famiglie di Jean Tardieu, regia di Aldo Trionfo (1958)
- Vittime del dovere di Eugène Ionesco, regia di Aldo Trionfo (1958)
- Un gesto per un altro di Jean Tardieu, regia di Aldo Trionfo (1958)
- All'osteria di Carolina di Michel de Ghelderode, regia di Aldo Trionfo, 1959
- Uno straniero a teatro di André Roussin, regia di Aldo Trionfo (1959)
- Non andartene in giro tutta nuda di Georges Feydeau, regia di Aldo Trionfo (1959)
- A me gli occhi di Georges Feydeau, regia di Aldo Trionfo (1959)
- Escurial di Michel de Ghelderode, regia di Aldo Trionfo (1959)
- Caligola di Albert Camus
- Pinocchio, da Collodi, regia di Carmelo Bene (1962)
- I masteroidi di Marcel Aymé, regia di Arnoldo Foà (1962)
- Notti a Milano di Carlo Terron, regia di Arnoldo Foà (1963)
- Italiani si nasce di Faele, regia di Vito Molinari (1964)
- L'onorevole di Scarnicci e Tarabusi (1965)
- Molto rumore per nulla di William Shakespeare, regia di Alessandro Brissoni, Teatro Stabile di Catania (1966)
- Egmont, testo di Wolfgang Goethe, musica di Ludwig van Beethoven, regia di Luchino Visconti (1967)
- Vita di Shakespeare di Angelo Dallagiacoma, regia di Virginio Gazzolo, Teatro Stabile di Torino (1971)
- Vita e morte di un immigrato di Angelo Dallagiacoma, regia di Alessandro Giupponi, Teatro Stabile di Torino (1972)
- In nome di re Giovanni di Roberto Mazzucco, regia di Nino Mangano (1972)
- Quando noi morti ci destiamo di Henrik Ibsen, regia di Giuliano Merlo (1974)
- Il Tieste di Seneca con intermezzi, regia di Virginio Gazzolo (1975)
- Le signore del giovedì di Loleh Bellon, regia di Lorenza Codignola (1981)
- Delitto all'isola delle capre di Ugo Betti, regia di Romano Bernardi
- Il muro fragile di Claudia Poggiani, regia di Michele Mirabella (1982)
- Ologame di Luciana Lanzarotti, regia di Ugo Gregoretti (1983)
- L'arcitaliano di Italo Moscati, regia di Augusto Zucchi (1984)
- Rosa Delly di Maricla Boggio e Valeria Moretti, regia di Ugo Gregoretti (1984)
- Decima sinfonia di Renato Giordano, regia di Michele Mirabella (1985)
- La calunnia smascherata di Giacomo Casanova, regia di Renato Giordano (1985)
- Letto matrimoniale di Jan de Hartog, regia di Paolo Todisco (1986)
- La sosta di Nicola Molino, regia di Renato Giordano (1987)
- Blue moon di Italo Moscati, regia di Guido Maria Compagnoni (1989)